# Успенское (городской округ город Слободской)
Успенское — село в Слободском районе Кировской области России. Входит в состав городского округа город Слободской.  

## География
Находится в агломерацию Кирова, на правом берегу реки Вятка.

## История
До включения в 2005 году  в состав муниципального образования и административно-территориальной единицы город Слободской входил в  Стуловский сельский округ.

## Население
| 2010 |
| ---- |
| 28   |

Национальный и гендерный состав
Согласно результатам переписи 2002 года, в национальной структуре населения русские составляли 94 % из 121 чел.. Мужчин —  62, женщин —  59.

## Инфраструктура
КОГОБУ ШИ ОВЗ с. Успенское Слободского района.
Садовое товарищество Рассвет.

## Транспорт
Просёлочные дороги. 